# Windjammer (zeilschip)

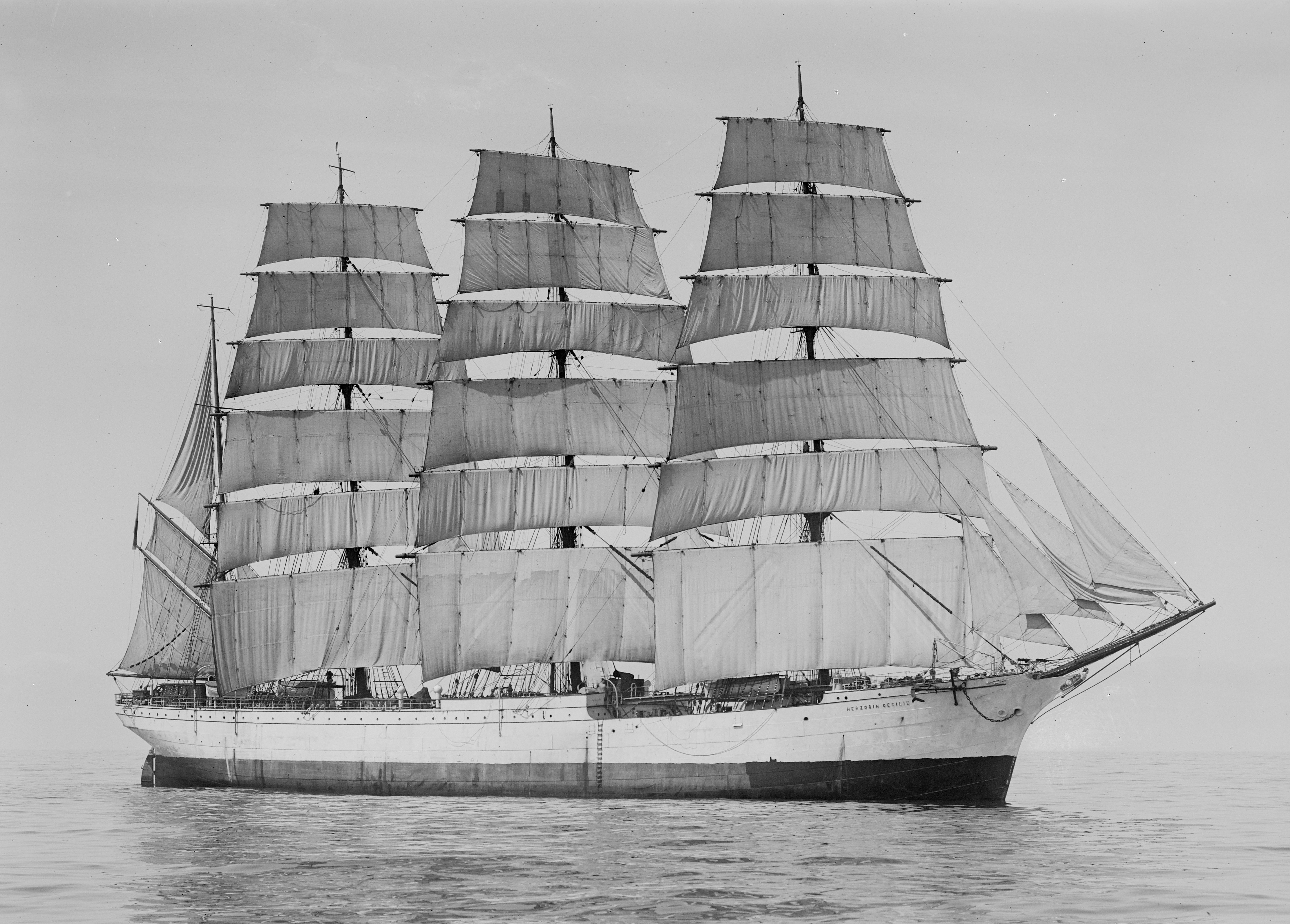
Viermaster bark Herzogin Cecilie, een archetypische windjammer

Een windjammer is de term voor een, meestal dwarsgetuigd, groot zeilschip (een tallship) dat in de negentiende en het begin van de twintigste eeuw werd gebruikt voor de handel.
Volgens een vaak gehoorde, maar foutieve, volksetymologische verklaring verwijst de term naar het typische geluid dat ontstaat, wanneer sterke wind door een tuigage van staaldraad waait (huilen of jammeren van de wind). In werkelijkheid is de term uit het Engels ontleend en bestaat ze uit de onderdelen wind (wind) en to jam (doordouwen).
Met de term worden uitsluitend koopvaardijschepen aangeduid, met name de grotere types, die vanaf de jaren 80 van de 19e eeuw hun intrede deden, na het verdwijnen van de klippers. In de 19e eeuw kwam het woord windjammer wel voor, maar werd onder andere als een scheldwoord gebruikt voor een schip dat slecht onderhouden was.

## Bemanning, verloning en discipline
De bemanning van een windjammer was verrassend klein. De schepen konden in principe gevaren worden door slechts 14 bemanningsleden. Een typische bemanning bestond uit een kapitein, een eerste stuurman, een bootsman, 15 matrozen en 5 leerjongens. In 1926 slaagde de Herzogin Cecilie erin Kaap Hoorn te ronden, hoewel ze maar 19 bemanningsleden aan boord had.
De bemanningslijst van de Pamir, bij haar laatste commerciële vaart rond Kaap Hoorn in 1949 onder Finse vlag, bevatte 33 personen:
- de kapitein
- 4 officieren (eerste, tweede, derde en bootsman)
- 13 volmatrozen
- 5 lichtmatrozen
- 5 dekjongens
- 4 (kok/ hulpkok en steward/ assistent-steward
- 1 machinist

Eigenaars exploiteerden hun schepen met veel aandacht voor kosten. Zowel officieren als gekwalificeerd personeel zoals zeilmakers werden daardoor slecht betaald. In 1938 verdiende de kapitein van de Moshulu 100 dollar per maand, en de gemiddelde zeilmaker 20 dollar. De lonen van andere bemanningsleden waren minuscuul in vergelijking. Gekwalificeerde volmatrozen kregen maximum 16 dollar per maand en vaak veel minder dan dat. Ondanks de slechte verloning was er nooit een gebrek aan bemanningsleden aangezien Duitsland en de Scandinavische landen zeilervaring vroegen voor vaarlicenties.
Aan het einde van de 19e eeuw heerste er, vooral op Amerikaanse schepen, een harde en (vaak onnodige) wrede discipline aan boord. Tegen het einde van Windjammer-tijdperk in de jaren dertig werden dit soort tactieken niet meer toegepast op Finse en Duitse schepen. Toch lieten ook Finse officieren, wanneer er met minimale bemanning en voor het grootste deel onervaren jonge zeelieden werd gevaren, het soms niet na om discipline met de vuisten af te dwingen wanneer bevelen direct opgevolgd moesten worden.

## Economie van de windjammers
Hoewel ze inmiddels al als een verdwijnend transportmiddel werden beschouwd, bleven windjammers in de commerciële vaart tot de jaren vijftig. Ze vulden een niche in het transport van laag gewaardeerde bulkvracht, van weinig belang voor de bedrijven die stoomschepen exploiteerden, zoals bijvoorbeeld hout, kolen, guano of graan (60.000 zakken op de Pamir). Ladingen werden vervoerd vanuit afgelegen havens, waar voor andere schepen geen brandstof of water te verkrijgen was, zoals Australië (wol en graan), afgelegen eilanden in de Stille Zuidzee (guano) en Zuid-Amerika (nitraten). Meestal volgden de windjammers de rond de wereld lopende Klipperroute. Idealiter vervoerden ze verschillende ladingen op elke etappe van hun reis, maar voor het grootste deel waren ze gedwongen om in ballast te varen. De laatste etappe, van Australië naar Europa, waar de lading uit tarwe of gerst bestond, vormde later inspiratie voor de "graanregattas". Het was een eer geworden voor kapiteins om de etappe zo snel mogelijk af te leggen. De etappe liep van de graanhavens in de Spencergolf in Zuid-Australië tot Lizard Point in Cornwall, en daarna verder door naar de bestemmingshaven in het Verenigd Koninkrijk of op het continent.
In de jaren dertig kon goed verdiend worden in de graanhandel tussen Australië en Europa. De transportkosten varieerden tussen de 4 en de 8 dollar per ton. De eigenaars van de Parma kochten het schip in 1932 voor ongeveer 10.000 dollar. Het schip werd met 5.200 ton oftewel 62.650 zakken graan geladen, wat een bruto-inkomen van 40.000 dollar opleverde. Hoewel het de halve reis in ballast had gevaren betaalde het schip zichzelf en alle onkosten in één enkele reis terug. Gedurende deze jaren realiseerden de windjammers gewoonlijk elk 5.000 dollar winst.
De Duitsers met name, onderhielden gedurende dezelfde tijd een winstgevende handel met de westkust van Zuid-Amerika door stukgoederen uit- en nitraten in te voeren. Ze gebruikten formidabele schepen, zoals de Peking, de Padua en de Priwal, om de moeilijke, ten westen gaande passage via Kaap Hoorn te maken. Van kapiteins werd verwacht dat ze binnen twee jaar drie rondvaarten via deze kaap maakten.

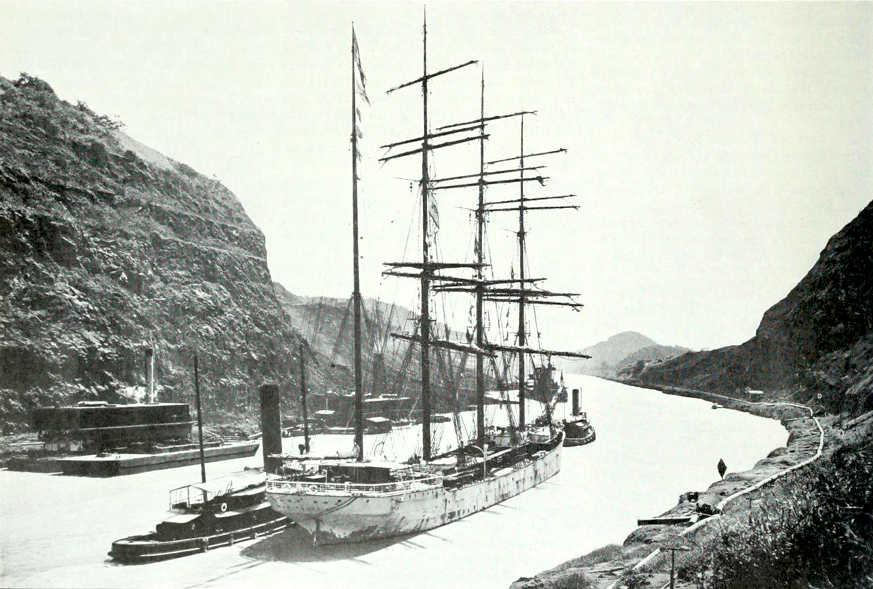
De viermaster barkentijn "John Ena”" uit San Francisco wordt door het Panamakanaal gesleept.

Ondanks de hoge kosten koos men er soms voor om door het Panamakanaal gesleept te worden om zo de Straat Magellaan of Kaap Hoorn te vermijden.